# 巴伦霍夫
巴伦霍夫是德国石勒苏益格－荷尔斯泰因州的一个市镇。总面积5.71平方公里，总人口202人，其中男性107人，女性95人（2011年12月31日），人口密度35人/平方公里。